# Congo-Étain
 (avril 2025).
Motif : En dehors de quelques mentions dans des articles de presse, où sont les sources permettant de démontrer l'admissibilité de cette entreprise sur Wikipédia ?
- Archive Wikiwix
- Bing
- Cairn
- DuckDuckGo
- E. Universalis
- Gallica
- Google
- G. Books
- G. News
- G. Scholar
- Persée
- Qwant
- (zh) Baidu
- (ru) Yandex
- (wd) trouver des œuvres sur Wikidata

| 1. | Préciser le motif de la pose du bandeau. | Précisez le motif de la pose du bandeau en utilisant la syntaxe suivante : {{admissibilité à vérifier\|date=avril 2025\|motif=remplacez ce texte par le motif}}                  |
| 2. | Informer les utilisateurs concernés.     | Pensez à avertir le créateur de l'article, par exemple, en insérant le code ci-dessous sur sa page de discussion : {{subst:avertissement admissibilité à vérifier\|Congo-Étain}} |

Congo-Étain est une société d’exploitation minière de la province du Katanga en République démocratique du Congo.
Congo-Étain exploite les gîtes de pegmatite de Manono, comprenant des réserves de plus de 165 000 tonnes d'étain et 30 millions de tonnes de spodumène à 6 % d'oxyde de lithium.